# Sărata, Bacău
Sărata (în maghiară Sóspatak) este satul de reședință al comunei cu același nume din județul Bacău, Moldova, România.
În satul Sărata funcționează o bază balneologică care aparține de Episcopia Romano-Catolică de Iași și un ștrand cu apă sărată termală particular.

În zona Sărata au existat extrageri de sare încă de pe vremea romanilor.